# Arseniosiderita
L'arseniosiderita és un mineral de la classe dels arsenats. Ours Pierre Armand Petit Dufrenoy li va donar nom l'any 1842, de l'arsènic que conté i del grec σίδηρος "sideros", ferro, en al·lusió a la seva composició química.

## Característiques
L'arseniosiderita és un arsenat de calci i ferro de fórmula química Ca₂Fe3+
3O₂(AsO₄)₃·3H₂O. Cristal·litza en el sistema monoclínic, normalment en forma fibrosa en agregats radials, en masses granulars o presentant un aspecte similar al feltre. Rarament es troba en forma de cristalls euèdrics de fins a 2mm. La seva duresa a l'escala de Mohs és 4,5. És un mineral que pertany a grup de la mitridatita, espècie amb la que forma una sèrie de solució sòlida. També forma solució sòlida amb la robertsita.
Segons la classificació de Nickel-Strunz, l'arseniosiderita pertany a «08.DH: Fosfats amb cations de mida mitjana i gran, (OH, etc.):RO₄ < 1:1» juntament amb els següents minerals: minyulita, leucofosfita, spheniscidita, tinsleyita, jahnsita-(CaMnFe), jahnsita-(CaMnMg), jahnsita-(CaMnMn), keckita, rittmannita, whiteita-(CaFeMg), whiteita-(CaMnMg), whiteita-(MnFeMg), jahnsita-(MnMnMn), kaluginita, jahnsita-(CaFeFe), jahnsita-(NaFeMg), jahnsita-(NaMnMg), jahnsita-(CaMgMg), manganosegelerita, overita, segelerita, wilhelmvierlingita, juonniita, calcioferrita, kingsmountita, montgomeryita, zodacita, kolfanita, mitridatita, pararobertsita, robertsita, sailaufita, mantienneita, paulkerrita, benyacarita, xantoxenita, mahnertita, andyrobertsita, calcioandyrobertsita, englishita i bouazzerita.

## Formació i jaciments
És un rar mineral secundari format per oxidació de minerals que contenen arsènic, normalment escorodita o arsenopirita. Sol trobar-se associada a altres minerals com: beudantita, carminita, escorodita, dussertita, farmacolita, pitticita, adamita, eritrita, arsenopirita o löllingita. Va ser trobada per primera vegada l'any 1842 als dipòsits de manganès de Romanèche-Thorens, a La Chapelle-de-Guinchay (Saône-et-Loire, Borgonya, França). Tamb'e ha estat descrita a Alemanya, l'Aràbia Saudita, Austràlia, Àustria, Bèlgica, Bolívia, Bulgària, el Canadà, Eslovàquia, Espanya, els Estats Units, altres indrets de França, Grècia, Hongria, Itàlia, el Japó, el Kazakhstan, el Marroc, Mèxic, Namíbia, Polònia, Portugal, el Regne Unit, la República Txeca, Suïssa, Xile i la Xina. A Catalunya se n'ha trobat a la mina Linda Mariquita, al Molar (Priorat) i a la mina «Iris 18» d'Escornalbou, a Riudecanyes (Baix Camp), totes dues a la província de Tarragona.